# グッドマン・イン・アフリカ
『グッドマン・イン・アフリカ』（原題：A Good Man in Africa）は、1994年制作のアメリカ合衆国・南アフリカ共和国の映画。ウィリアム・ボイドの処女作の同名小説の映画化で、ボイドは脚本も担当。

## あらすじ
イギリスの外交官のリーフィーは、独立間もない西アフリカの小国キンジャンジャに赴任したが、出世コースから外れた無力感から、酒とセックスを慰めにする日々を送っていた。
そんなある日、彼の上司ファンショーが本国からやって来る。実はキンジャンジャでは海底から石油が産出されており、その利権を手に入れることがファンショーの目的であった。そのためには、この国の初の大統領選で当選が確実視されている政治指導者アデクンリに接近する必要があり、ファンショーはその重要な交渉をリーフィーに依頼する。
これが得点を上げるチャンスだと感じたリーフィーは、アデクンリの白人妻シリアに接近、アデクンリに近づく機会を得るが、不摂生がたたり、白人医師アレックス・マレーの診察を受ける。マレーは20年以上もこの地で働いており、名誉や利他精神を重んじるため、現地の人たちから良心の人＝“グッドマン”と呼ばれていた。
シリアに言い寄られたリーフィーは、マレーに酒とセックスを控えるよう忠告されたにもかかわらず、彼女と一夜を共にしてしまう。さらに、それがアデクンリにばれ、彼からこの件を不問に伏す代わりに、大学の拡張計画に反対しているマレーを買収するよう迫られる。
リーフィーはマレーをゴルフに誘い、買収しようとするが、反対に彼に諭される。その不正に対する断固たる姿勢に接したリーフィーは、自分の行き方に疑問を抱くようになる。
やがて大統領選挙が行われ、アデクンリは圧倒的な支持を得て大統領に当選、ファンショーも油田の利権独占に成功するが、民衆の暴動が発生、マレーは暴動に巻き込まれて瀕死の重傷を負ってしまう。その現場に遭遇したリーフィーは、マレーに彼の志を継ぐことを固く誓うのだった。

## キャスト
- モーガン・リーフィー：コリン・フリールズ（吹替：星野充昭）
- アレックス・マレー医師：ショーン・コネリー（吹替：小林清志）
- サム・アデクンリ：ルイス・ゴセット・ジュニア（吹替：加藤精三）
- シリア・アデクンリ：ジョアンヌ・ウォーリー＝キルマー（吹替：弥永和子）
- アーサー・ファンショー：ジョン・リスゴー（吹替：仁内建之）
- クロエ・ファンショー：ダイアナ・リグ（吹替：竹口安芸子）
- プリシラ・ファンショー：サラ・ジェーン・フェントン